# 神島内村
神島内村（こうのしまうちそん）は岡山県の西部、小田郡に属していた村。現在の笠岡市大字横島、入江、神島にあたる。

## 地理
1960年代まで本州と神島は海を隔てており、双方を跨いだ村域であった。
- 山 ： 竜王山、栂丸山
- 海洋 ： 備後灘、黒土瀬戸

## 歴史
- 1889年（明治22年）6月1日 - 町村制の施行により、横島村、入江新田村、神島内浦が合併して発足。
- 1953年（昭和28年）10月1日 - 笠岡市に編入。同日神島内村廃止。